# روبرت رايت
روبرت رايت (بالإنجليزية: Robert Wright)‏ (و. 1915 – 1981 م) هو جراح، من المملكة المتحدة، كان عضوًا في كلية الأطباء الملكية، توفي عن عمر يناهز 66 عاماً.

## التعليم
تعلم في جامعة جلاسكو.

## جوائز
حصل على جوائز منها:
- نيشان الامبراطورية البريطانية من رتبة ضابط.